# Język kela
Język kela – język z rodziny bantu, używany w Demokratycznej Republice Konga. W 1980 roku liczba mówiących wynosiła ok. 90 tysięcy.